# Mariliana rupicola
Mariliana rupicola är en skalbaggsart som beskrevs av Lane 1970. Mariliana rupicola ingår i släktet Mariliana och familjen långhorningar. Inga underarter finns listade i Catalogue of Life.